# PORA
Gula PORA är ett politiskt parti i Ukraina, med rötterna i ungdomsrörelsen Pora!
I parlamentsvalet den 26 mars 2006 ingick Gula pora i valalliansen Medborgarblocket PORA-PRP, året därpå bytte man valallians till Vårt Ukraina – Folkets självförvarsblock.